# Conicochernes brevispinosus
Espèce
Synonymes
- Chelifer brevispinosus L. Koch & Keyserling, 1885
- Chelifer keyserlingi With, 1907
- Chelifer silvestrii Beier, 1930

Conicochernes brevispinosus est une espèce de pseudoscorpions de la famille des Chernetidae.

## Distribution
Cette espèce est endémique d'Australie. Elle se rencontre au Queensland, en Nouvelle-Galles du Sud, dans le Territoire de la capitale australienne, au Victoria et en Australie-Méridionale.

## Publication originale
- L. Koch & Keyserling, 1885 : Die Arachniden Australiens. Nürnberg, p. 1-51.